# Hypacanthium
Hypacanthium es un género de plantas con flores perteneciente a la familia de las asteráceas. Comprende 3 especies descritas y de estas, solo 2 aceptadas.

## Taxonomía
El género fue descrito por Conrad Moench y publicado en Trudy Bot. Inst. Akad. Nauk SSSR, Ser. 1, Fl. Sist. Vyss. Rast. 3: 324. 1936. La especie tipo es Hypacanthium echinopifolium

## Especies
- Hypacanthium echinopifolium (Bornm.) Juz.
- Hypacanthium elata (Boiss. & Buhse) Tscherneva
- Hypacanthium evidens Tscherneva